# Fun Factory (banda)
Fun Factory es una banda alemana de eurodance, surgida en Hamburgo en 1992 y que tuvo gran popularidad en los años 1990. Vendió 22 millones de discos.

## Historia
En 1992 el grupo lanzó los sencillos Fun Factory's Theme y Groove Me, este último con su respectivo video.
Logró un relativo éxito pero no el esperado, para esto se decidió contratar a una moledo que represente al grupo y la elegida fue la francesa Marie-Anett Mey. La nueva integrante simulaba cantar pero las voces eran de Balca Tözün y lo siguieron siendo hasta el final de la banda porque nunca se hizo público sino hasta después.

### Éxito
En 1993 lanzaron el tercer sencillo: Close to You que los catapultó a la fama internacional. Le siguieron los éxitos Take Your Chance y Pain, todas estas fueron publicadas en el álbum NonStop de 1994.
En noviembre de 1995 publicaron su segundo álbum de estudio: Fun-Tastic que tuvo los éxitos I Wanna B with U, Celebration y Doh Wah Diddy. Dichos sencillos les habían permitido ingresar al mercado estadounidense y en Canadá el disco alcanzó el puesto N°1 de Dance.
La canción Don't Go Away fue el último éxito masivo de la banda. A partir de aquí sus integrantes comenzaron a dedicarse a sus proyectos personales y el grupo disminuyó considerablemente sus presentaciones.
En 1996 la banda participó de la canción Love Message que reunió a los artistas más populares del Eurodance alemán y significó un gesto para la lucha contra el VIH/sida.

### Final
Love Message fue la última participación musical del grupo, un año después y luego de cumplir con sus presentaciones obligacionales, se anunció la disolución del grupo.

## Regreso
En 2009 Cottura reunió al grupo, sin Mey, para que interpretaran una canción de su producción solitaria.
Finalmente en octubre de 2013 regresaron luego de 16 años, dando un concierto sorpresa en Polonia y estrenando una nueva canción; la primera desde 1996. Un año después se puso en línea el sitio web y se anunció una gira por Europa.
Desde entonces la banda se presenta anualmente en festivales de Eurodance y en 2016 publicaron un nuevo álbum de estudio; su tercer disco, luego de 1995.

## Discografía
- NonStop (1994)
- Fun-Tastic (1995)
- Back To The Factory (2016)